# ينغجية (كوهستان)
ینغجیة (بالفارسية: ینگجه) هي قرية تقع في إيران في أذربيجان الشرقية. يقدر عدد سكانها بـ 858 نسمة .